# Rosa daishanensis
Rosa daishanensis är en rosväxtart som beskrevs av Tsue Chih Ku. Rosa daishanensis ingår i släktet rosor, och familjen rosväxter. Inga underarter finns listade i Catalogue of Life.